# شون مودي
شون مودي (بالإنجليزية: Shawn Moody)‏ هو سياسي أمريكي، ولد في 24 أكتوبر 1959 في غورهام في الولايات المتحدة.